# 15494 Lucylake
A 15494 Lucylake (ideiglenes jelöléssel (15494) 1999 CX123) a Naprendszer kisbolygóövében található aszteroida. A LINEAR projekt keretében fedezték fel 1999. február 11-én.